# Леона-Викарио
Леона-Викарио (исп. Leona Vicario) — посёлок в Мексике, в штате Кинтана-Роо, входит в состав муниципалитета Пуэрто-Морелос. Численность населения, по данным переписи 2020 года, составила 7028 человек.

## Общие сведения
Поселение Леона-Викарио было основано в конце XIX века как асьенда Санта-Мария. В 1902 году оно становится центром коммерческой компании, которая занималась добычей красителя кампешевого дерева, латекса из сока саподиллы и переправляла его в порт Пуэрто-Морелоса для отправки заказчикам.
В 1936 году посёлок был переименован в честь Леоны Викарио — участницы в мексиканской войне за независимость.
До 2015 года посёлок входил в состав муниципалитета Бенито-Хуарес. 6 ноября 2015 года Конгресс штата утвердил создание нового муниципалитета Пуэрто-Морелос, которое вступило в силу 6 января 2016 года, а Леона-Викарио вошёл в его состав.

## Население
| Год  | Численность | Численность |
| ---- | ----------- | ----------- |
| 2000 | 4599        | [ 6 ]       |
| 2005 | 5358        | [ 7 ]       |
| 2010 | 6517        | [ 8 ]       |
| 2020 | 7028        | [ 9 ]       |

## Фотографии

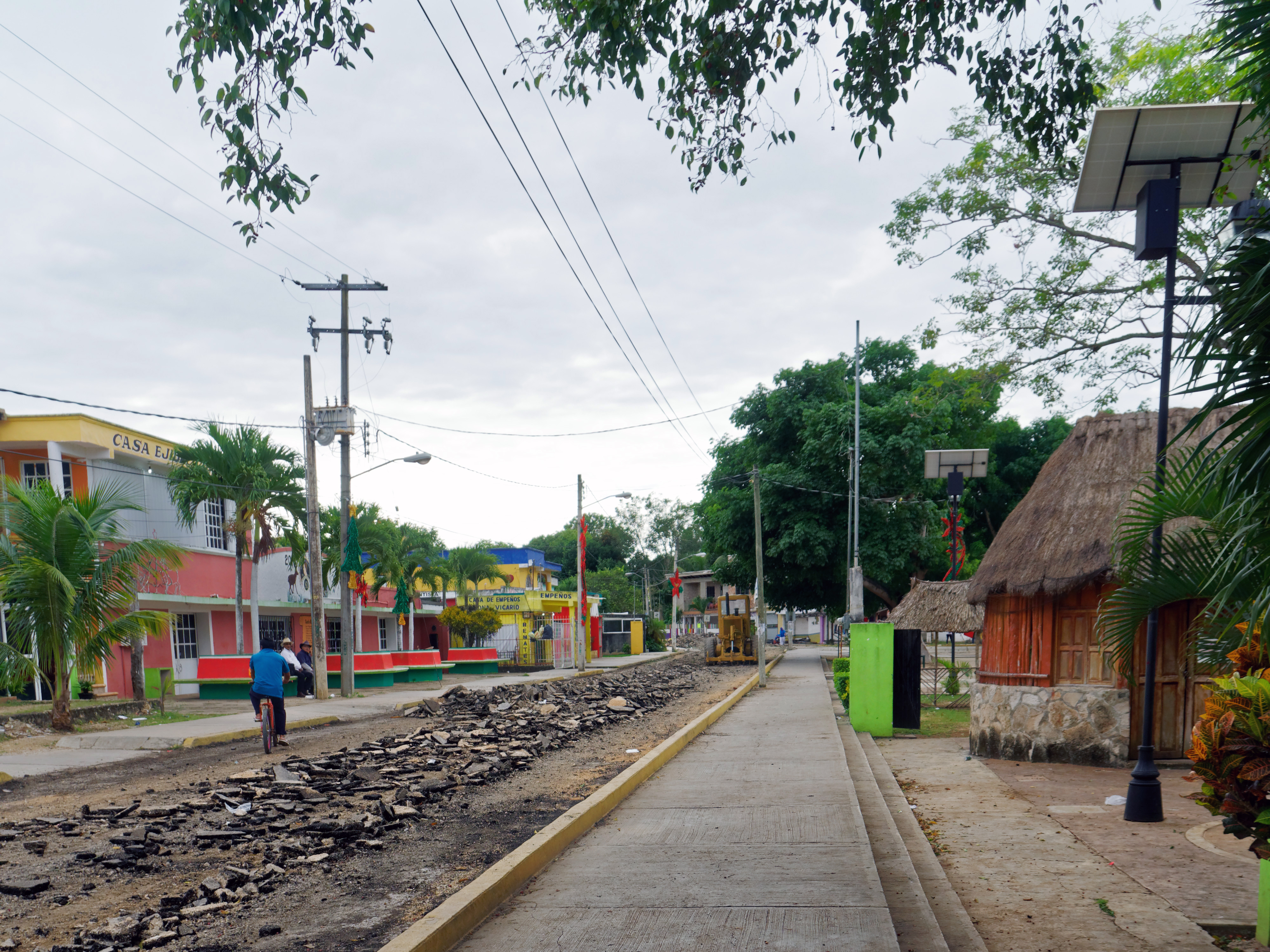
Улица в Леона-Викарио
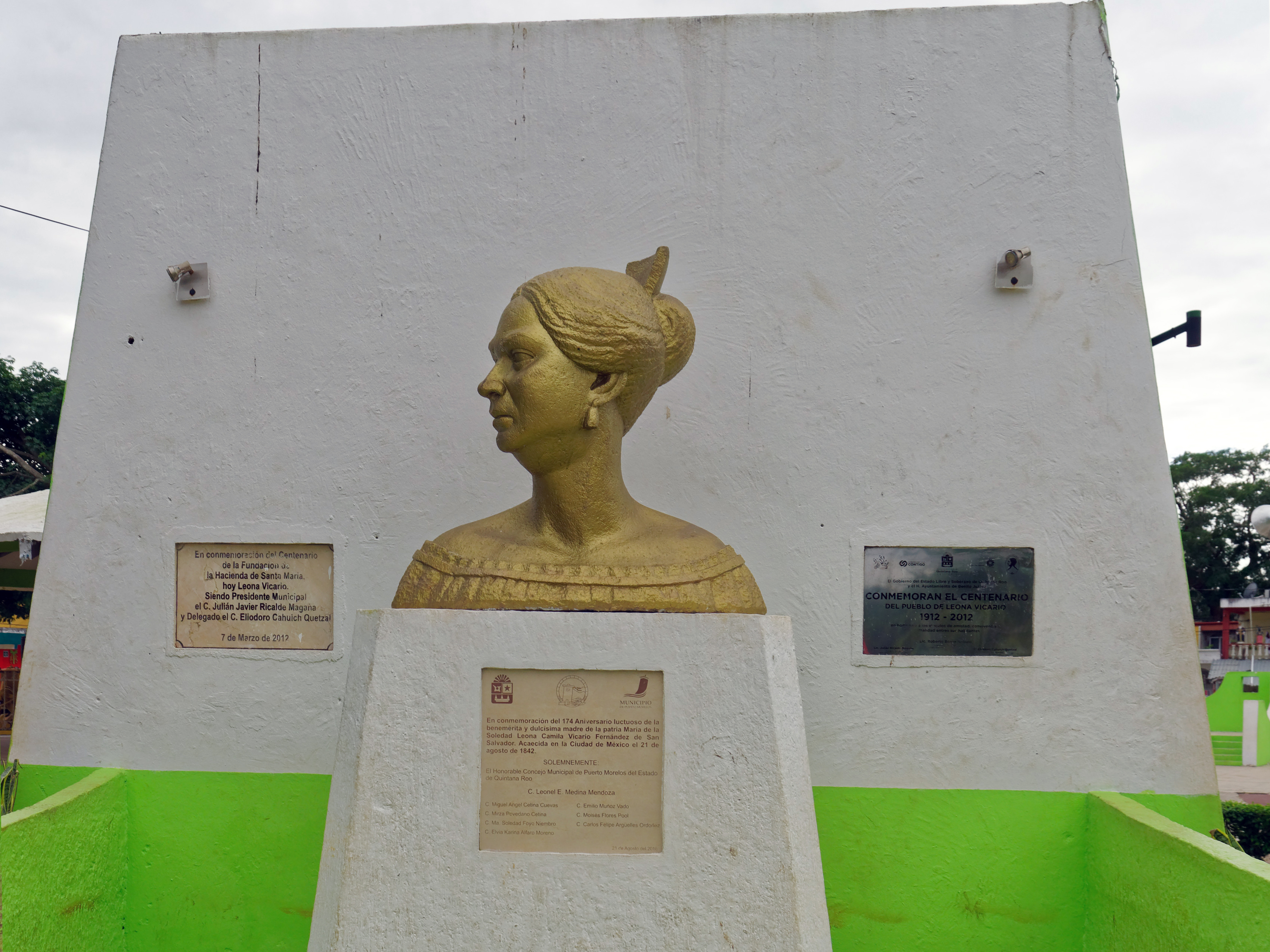
Бюст Леоне Викарио
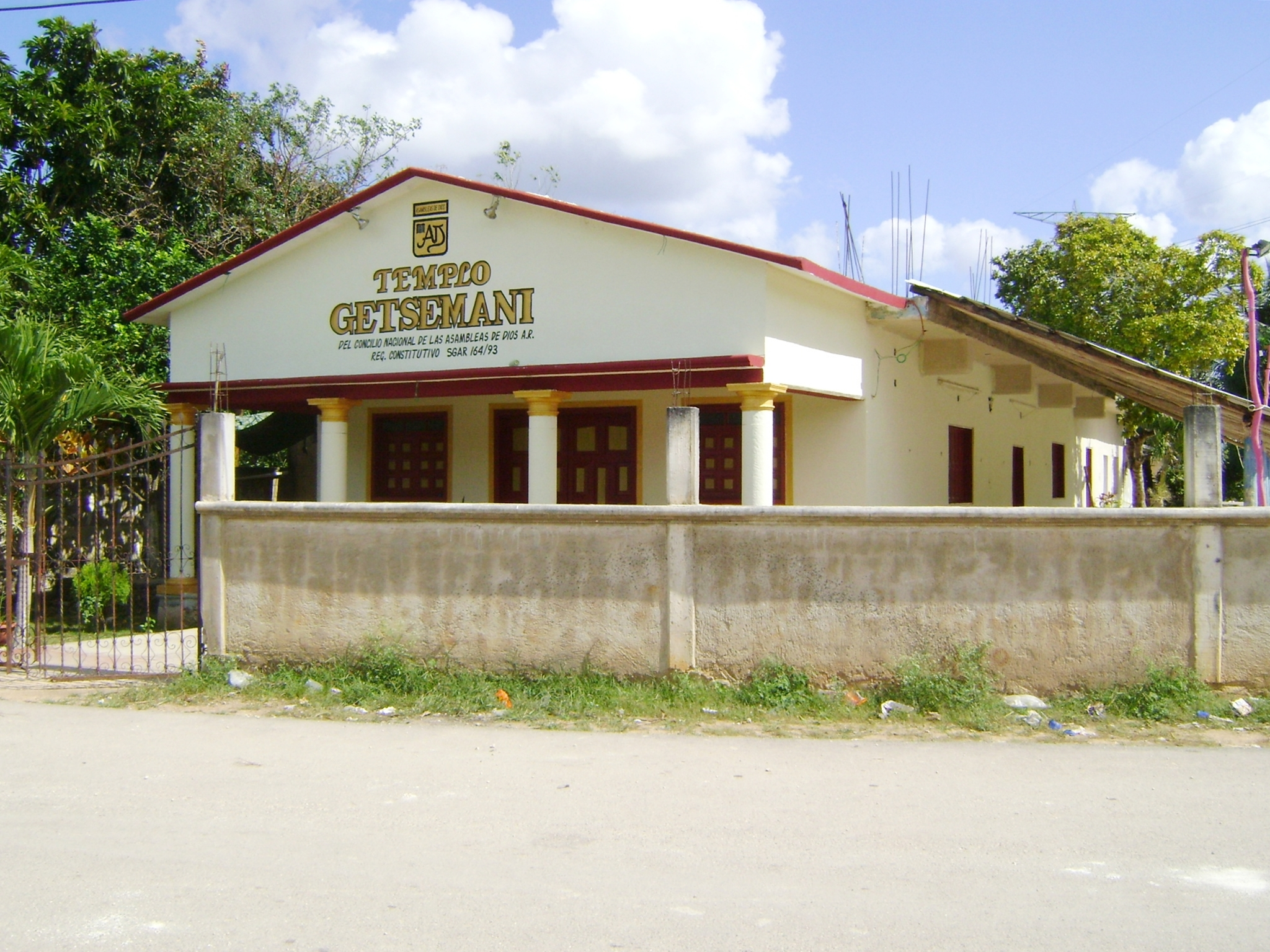
Церковь Гетсемани